# Longzhou
Der Kreis Longzhou (chinesisch 龙州县, Pinyin Lóngzhōu Xiàn; Zhuang Lungzcouh Yen) ist ein Kreis der bezirksfreien Stadt Chongzuo im Autonomen Gebiet Guangxi der Zhuang in der Volksrepublik China. Er hat eine Fläche von 2.314 Quadratkilometern und zählt 228.400 Einwohner (Stand: 2018).

## Geographie
Longzhou liegt im Südwesten von Guangxi am Oberlauf des Flusses Zuo Jiang und an der Grenze zu Vietnam (Provinz Cao Bằng). Die Provinzhauptstadt Nanning ist etwa 200 Kilometer entfernt. Sie liegt am Übergang zwischen der Karstlandschaft des westlichen Guangxi und dem Hügelland des südlichen Guangxi, das Relief von Longzhou wird von Karst geprägt und fällt von Norden nach Süden ab. Im Mittel liegt Lonzhou auf einer Seehöhe von 200 Metern, die höchste Erhebung ist der Daqing Shan mit 1046 Metern Höhe. Die wichtigsten Flüsse sind der Shuikou He, der Heishui He und der Ming Jiang.
Longzhou hat ein subtropisches Klima mit ganzjährig milden Temperaturen, ausreichend Regen und Sonneneinstrahlung. Die Winter sind mild, die Sommer warm mit viel Regen, die Herbste warm. Es gibt 350 frostfreie Tage pro Jahr. Wetterextreme wie Hochwasser, Trockenheit, Hagel oder gefrierender Regen stellen für die einheimische Landwirtschaft Gefahren dar. Die natürliche Vegetation ist dicht und artenreich.
Longzhou ist Standort des Nonggang-Naturschutzgebietes, welches von der Zentralregierung ausgerufen wurde. Es hat ein Territorium von reichlich 1000 Hektar und ist Heimat von 1282 Pflanzen- und 620 Tierarten.

## Bevölkerung
Longzhou zählte im Jahre 2011 etwa 270.000 Einwohner. Die Bevölkerungszählung des Jahres 2000 hatte eine Gesamtbevölkerung von 255.790 Personen in 64.546 Haushalten ergeben, davon 132.656 Männer und 123.134 Frauen. Etwa 95 % der Bevölkerung gehören der nationalen Minderheit der Zhuang an, der Rest entfällt auf Han, Yao, Miao, Hui und Dong.

## Geschichte
Longzhou wurde im Jahre 221 v. Chr. gegründet und liegt seitdem am südlichen Tor Chinas in Richtung Indochina. In der Tang-Dynastie wurde der Bezirk Longzhou eingerichtet.
Im Jahre 1885 griff Frankreich von Indochina aus China an, wobei sich der Bandit und Volksheld Feng Zicai bei der Abwehr des Angriffes in Zhennanguan auszeichnete. Kurze Zeit später richtete Frankreich ein Konsulat in Longzhou ein, 1887 wurde Longzhou Grenzposten. Ab 1891 ließ der Gouverneur von Guangxi Sun Yuanchun Befestigungsanlagen errichten. Zwischen 1913 und 1961 hieß der Kreis Lijiang (丽江县) oder Longjin (龙津县).
Im Februar 1930 ereignete sich der Longzhou-Aufstand unter Li Mingrui und Yu Zuoyu, wonach das 8. Korps der chinesischen Arbeiter- und Bauernarmee aufgestellt wurde.  Sie wurde zeitweise von Deng Xiaoping kommandiert, den die Zentrale der Kommunistischen Partei nach Guangxi entsandt hatte, um eine Basisregion zu schaffen. Deng hatte geplant, den französischen Zollposten zu erobern und mit den Gewinnen dieses Postens seine Armee zu finanzieren. Der Aufstand, in dessen Zuge jeglicher Besitz beschlagnahmt und neu verteilt wurde, führte zu Gewalt und Plünderungen, am Ende des Monats bombardierten französische Flugzeuge die Stadt mit Giftgas. Die Armee wurde jedoch später in Kämpfen mit den Truppen der Kriegsherren der Guangxi-Clique aufgerieben.
Vor dem Großen Sprung nach vorn wurde Longzhou in 13 Volkskommunen unterteilt, die 1962 in 82 kleinere Kommunen umorganisiert wurden. Dies wurde 1984 abgeschafft und im Wesentlichen durch die heutige Verwaltungsstruktur ersetzt.

## Administrative Gliederung
Auf Gemeindeebene setzt sich der Kreis per Ende 2018 aus fünf Großgemeinden und sieben Gemeinden zusammen. Diese sind:
- Großgemeinden Longzhou (龙州镇), Xiadong (下冻镇), Shuikou (水口镇), Jinlong (金龙镇), Xiangshui (响水镇)
- Gemeinden Bajiao (八角乡), Shangjiang (上降乡), Binqiao (彬桥乡), Shanglong (上龙乡), Wude (武德乡), Zhubu (逐卜乡), Shangjin (上金乡)[8]

Die obengenannten Verwaltungseinheiten setzen sich auf Dorfebene aus 123 Dörfern oder Einwohnergemeinschaften zusammen. Der Sitz der Regierung von Longzhou befindet sich in der  Großgemeinde Longzhou.

## Wirtschaft und Verkehr
Longzhou hat Vorkommen an Marmor, Tonerde, Kupfer- und Eisenerz, Diamanten, Phosphor und Mangan.
Es werden Tee, Sternanis, Longyan, Jackfrucht, Bananen, Gemüse und Kräuter für die traditionelle chinesische Medizin angebaut.
Longzhou liegt an der Fernstraße zwischen Nanning und der Grenze zu Vietnam bei Shuikou.

## Kultur
Das Gebäude des französischen Konsulats, das Hauptquartier der 8. Arbeiter- und Bauernarmee erinnern an die bewegte neuere Geschichte Longzhous. Abgesehen davon bietet die Natur Sehenswürdigkeiten wie die Zixia-Höhle, die Karstlandschaften an den Flüssen des Kreises, den Xiangshui-Wasserfall oder die Artenvielfalt des Nonggan-Naturschutzgebietes. Architektonische Denkmäler wie der Wenchang-Pavillon, die Wenbi-Pagode oder der Leshou-Pavillon ziehen Besucher an, wie auch die Kultur des Zhuang-Volkes.